# Sexuell tvångsmässighet
Sexuell tvångsmässighet (engelska: compulsive sexual behaviour disorder, CSBD) är ett beteendemönster som inkluderar en intensiv upptagenhet vid sexuella fantasier och handlingar som skapar ångest. Den felutnyttjas för att hantera stress, är tvångsmässig och riskerar att skada en själv eller andra. Den motsvarar en psykisk störning och kan också hindra eller försvåra ens sociala liv, arbete och andra viktiga delar av livet.
CSBD ingår inte som diagnos i ICD-10 eller DSM-5. Den föreslogs 2010 för inkludering i den femte upplagan av Diagnostic and Statistical Manual of Mental Disorders (DSM-5) hos American Psychiatric Association (APA), men den godtogs aldrig. ICD-11 inkluderar en diagnos för Compulsive Sexual Behaviour Disorder, där den sorteras in under "Impulse Control Disorders" (impulskontrollstörningar).  
Världshälsoorganisationen förde 2018 in CSBD i sin uppdatering av International Classification of Diseases och kategoriserade den då som en "återkommande oförmåga att kontrollera intensiva, repetitiva sexuella impulser eller drifter, vilket skapar tydlig ångest eller funktionsnedsättning". Man jämförde därmed inte störning med "sexberoende"/"sexmissbruk", en populär men ovetenskaplig benämning på överdrivet och felriktat sexuellt beteende (se hypersexuell störning).
Neuroforskaren Nicole Prause, som specialiserar sig på sexuella beteenden och beroendeproblematik, menar att "sexberoende" och sexuell tvångsmässighet visar sig på olika sätt i mätningar av hjärnimpulser, visar upp olika beteendemönster och kräver olika behandling.